# شوتارو موريكوبو
شوتارو موريكوبو (森久保祥太郎 موريكوبو شوتارو) هو مطرب ومؤدي أصوات ياباني ولد في 25 فبراير 1974 في هاتشيؤوجي، طوكيو.

## زواجه
- يو أساكاوا (2007-2009)

## أدواره في الأنمي

### مسلسلات أنمي تلفزيونية
- ناروتو - شيكامارو نارا
- ناروتو شيبودن - شيكامارو نارا
- بوروتو: ناروتو نكست جينيريشنز - شيكامارو نارا
- روك لي وأصدقائه النينجا - شيكامارو نارا
- جت باكرز - غينجي أمانو
- جنود السايبورغ - رقم 2
- أمير التنس - أكايا كيريهارا
- أمير التنس الجديد - أكايا كيريهارا
- سوبر سونيك سبنر - طارق
- نيريما دايكون براذرز - إيتشيرو
- إكسل ساغا - نوريكوني إيواتا، وولف
- دي جرايمان - جاسديرو، جاسديفي
- إيكي توسن - ساجي غنبو
- The Wallflower - كيوهي تاكانو
- أورفن الساحر - أورفن
- أورفن الساحر Revenge - أورفن
- أورفن الساحر: الترحال - أورفن
- رايف ماستر - موزيكا
- سابق ولاحق - راضي
- ميجر - غورو هوندا/غورو شيغينو (الصوت الثاني)
- ميجر سكند - غورو شيغينو
- ساموراي تشامبلو - هانكيتشي
- فتاة الجحيم: القفصين - ميكي سوزاكي
- أسورا كراين - ريشيرو سايكي
- هاكوؤكي - أوكيتا سوجي
- هاكوؤكي: الدم الأزرق - أوكيتا سوجي
- بليتش - تينسا زانغيتسو
- باكومان - كوجي ماكاينو/KOOGY
- حفيد نوراريهيون: عاصمة العفاريت - أكيفوسا كيكاين
- بيرسونا 4 ذي أنيميشن - يوسكي هانامورا
- بيرسونا 4 ذا غولدن أنيميشن - يوسكي هانامورا
- ماغي: The Labyrinth of Magic - شركان
- ماغي: The Kingdom of Magic - شركان
- كايتو جوكر - هياكيمارو
- يواموشي بيدال - يوسكي ماكيشيما
- يواموشي بيدال GRANDE ROAD - يوسكي ماكيشيما
- يواموشي بيدال NEW GENERATION - يوسكي ماكيشيما
- يواموشي بيدال GLORY LINE - يوسكي ماكيشيما
- راعي المكتبة - إيكّي تاكاميني
- كلاسروم كرايسس - كايتو سيرا
- أنا ساكاموتو - يويا سيرا
- مغامرة جوجو الغريبة: الماس لا ينكسر - أكيرا أوتويشي
- نينتاما رانتارو - زاتّو كونّامون (الصوت الثاني)
- ون بيس - بارتولوميو
- رحلة العجائب 24 - جاليليو جاليلي
- هاكيو هوشين إنغي - سيكيودوتوكوشينكون
- بوبتيبيبيك - بوبوكو (الحلقة 7B)
- هاند شيكرز - ناغاماسا ماكيهارا
- كاردفايت!! فانغارد - تايشي ميوا
- كاردفايت!! فانغارد (2018) - تايشي ميوا
- سيف قاتل الشياطين - شيطان العنكبوت الأخ الأكبر
- دكتور ستون - شامير فولكوف
- طوكيو ريفينجرز - كيساكي تيتا
- بلاك كلوفر - الشيطان
- حروب القمر - يوسكي هانامورا

### أفلام أنمي
- فاينل فانتسي 7 أدفنت تشيلدرن - كاداج
- فيلم ناروتو: الأطلال الوهمية في أعماق الأرض - شيكامارو نارا
- ناروتو شيبودن: الفيلم - شيكامارو نارا
- فيلم ناروتو شيبودن: الروابط - شيكامارو نارا
- فيلم ناروتو شيبودن: إرادة النار - شيكامارو نارا
- فيلم ناروتو شيبودن: البرج المفقود - شيكامارو نارا
- سلسلة أفلام كود غياس: أكيتو المنفي
  - كود غياس: أكيتو المنفي: الفصل الأول «وصول التنين» - أوسكار هامل
  - كود غياس: أكيتو المنفي: الفصل الثاني «انقسام التنين» - أوسكار هامل
- أورا: معركة ماريوينكوغا الأخيرة - كومي
- فايري تايل: حارسة العنقاء - ديست
- فيلم نينتاما رانتارو: فلينطلق جميع من في أكاديمية النينجوتسو! - زاتّو كونّامون
- فيلم بوكيمون الأول: هجوم ميوتو - ميوتو (أيام الطفولة)
- مازنغر زد إنفينيتي - كوجي كابوتو
- فيلم ميجر: رمية الصداقة - غورو شيغينو
- ون بيس ستامبيد - بارتولوميو

## أدواره في ألعاب الفيديو
- بيرسونا 4 - يوسكي هانامورا
- بيرسونا 4 غولدن - يوسكي هانامورا
- بيرسونا 4 أرينا - يوسكي هانامورا
- بيرسونا 4 أرينا ألتيماكس - يوسكي هانامورا
- بيرسونا Q شادو أوف ذا لابيرينث - يوسكي هانامورا
- بيرسونا 4 دانسينغ أول نايت - يوسكي هانامورا
- تيلز أوف إكسيليا - آيفار
- تيلز أوف إكسيليا 2 - آيفار
- جوجوز بيزار أدفنتشر: أول ستار باتل - أكيرا أوتويشي
- جوجوز بيزار أدفنتشر: آيز أوف هيفن - أكيرا أوتويشي
- ناروتو: ألتيميت نينجا - شيكامارو نارا
- ناروتو شيبودن: كيزونا درايف - شيكامارو نارا
- ناروتو: باورفل شيبودن - شيكامارو نارا
- ناروتو شيبودن: ألتيميت نينجا ستورم ريفولوشن - شيكامارو نارا
- ناروتو شيبودن: ألتيميت نينجا ستورم 4 - شيكامارو نارا
- نير - تايران
- ون بيس: بيرنينغ بلاد - بارتولوميو
- ميجا مان إكس 5 - ميجا مان إكس، داينامو
- ميجا مان إكس 6 - ميجا مان إكس، داينامو
- ميجا مان إكس 7 - ميجا مان إكس

## أدواره في الدبلجة اليابانية
- مدرسة الإمبراطور الجديدة - كازكو
- جينيرايتور ريكس - ريكس

## ديسكوغرافيا

### ألبومات
- 髄
- 叫
- 凛

### أغاني منفردة
- The Answer
- begin the TRY
- Lazy Mind
- Ride Free
- Parallel World
- Stand down
- Mr.CLOWN
- CHAIN REACTION
- FOCUS (شارة النهاية الثانية لمسلسل أنمي غارو: ختم اللهب)
- PHANTOM PAIN

## وصلات خارجية
- شوتارو موريكوبو على موقع IMDb (الإنجليزية)
- شوتارو موريكوبو على موقع ميوزك برينز (الإنجليزية)
- شوتارو موريكوبو على موقع ديسكوغز (الإنجليزية)
- شوتارو موريكوبو على موقع قاعدة بيانات الفيلم (الإنجليزية)
- شوتارو موريكوبو على موقع ANN person (الإنجليزية)